# Tom Kilburn

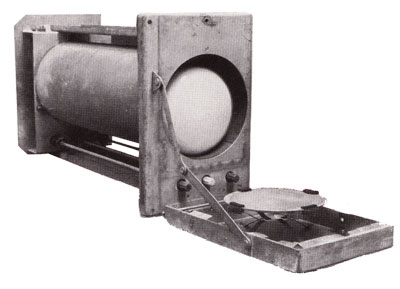
Tuba Williamsa-Kilburna była zdolna do przechowywania danych w postaci binarnej

Tom Kilburn (1921–2001) – brytyjski matematyk, informatyk oraz inżynier, pionier informatyki i techniki komputerowej. W 1946 roku zaprojektował (wraz z inżynierem Fredericem Callandem Williamsem) pierwszą na świecie pamięć operacyjną komputera (tzw. tuba Williamsa-Kilburna). Wspólnie z Williamsem opracował Small-Scale Experimental Machine, pierwszy na świecie komputer oparty na architekturze von Neumanna. Był profesorem uniwersytetu w Manchesterze oraz członkiem Royal Society w Londynie.

## Życiorys

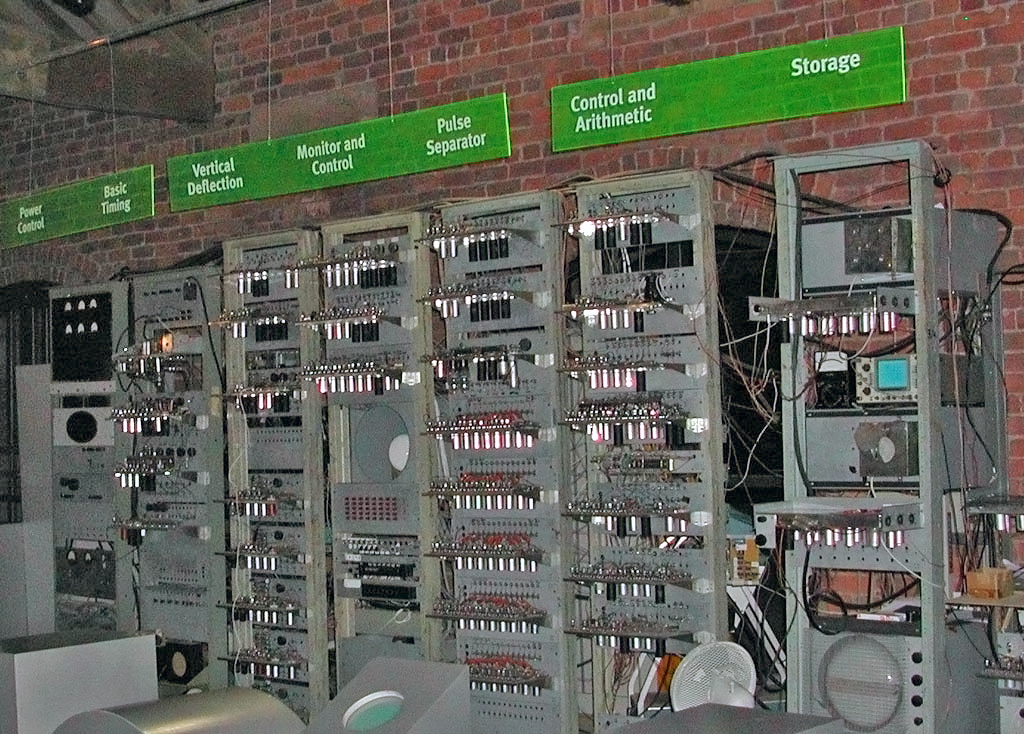
Replika Small-Scale Experimental Machine, komputera zbudowanego przez Kilburna i Williamsa

W czasie II wojny światowej na polecenie brytyjskiego rządu pracował nad radarem. Jego przełożonym w tym czasie był Frederic Calland Williams, późniejszy wieloletni współpracownik.
W 1943 roku ożenił się z Irene Marsden, z którą miał dwoje dzieci: syna i córkę. W 1978 roku Kilburn za swój wkład w rozwój techniki komputerowej otrzymał Royal Medal, nagrodę naukową przyznawaną przez Royal Society.